# Ocrepeira hirsuta
Ocrepeira hirsuta is een spinnensoort in de taxonomische indeling van de wielwebspinnen (Araneidae).
Het dier behoort tot het geslacht Ocrepeira. De wetenschappelijke naam van de soort werd voor het eerst geldig gepubliceerd in 1942 door Cândido Firmino de Mello-Leitão.